# Сербы в Великобритании
Сербы в Великобритании (серб. Срби у Уједињеном Краљевству, англ. Serbs in the United Kingdom) или Британские сербы (англ. British Serbs) — сербы, проживающие на территории Великобритании. Согласно переписи населения 2001 года, в стране проживало 31 244 человека из Сербии и Черногории. Сербский совет в Великобритании утверждает, что в стране проживают около 70 000 этнических сербов. Исторически крупная сербская община сложилась в Галифаксе, где после Второй мировой войны оказалось множество югославских монархистов, бежавших от режима Тито. Также в стране находится большое количество сербских церквей, в том числе в таких городах как Лондон и Бирмингем.
Известные британцы сербского происхождения:
- Алекс Богданович, теннисист.
- Джон Лукич, футболист.
- Милан Мандарич, бизнесмен.
- Стив Огризович, футболист.
- Мэл, Майк и Шон Пейичи, футболисты.
- Пит Вучкович, музыкальный исполнитель.
- Ненад Петрович, писатель.